# Claudio Chiaverotti
Claudio Chiaverotti (né le 20 juin 1965 à Turin) est un scénariste de bande dessinée italien.

## Biographie
Claudio Chiaverotti travaille depuis 1989 pour Bonelli, principale maison d'édition italienne grand public de bande dessinée. Il est particulièrement connu pour ses histoires de Dylan Dog.

## Récompenses et distinctions
- 1998 : Prix Micheluzzi du meilleur scénariste italien pour Dylan Dog

## Œuvre publiée en français
- Dylan Dog t. 4 : Coup de lune (scénario), avec Piero Dall'Agnol (dessin), Hors Collection, 2002.